# Château-Chalon
Château-Chalon is een gemeente in het Franse departement Jura (regio Bourgogne-Franche-Comté). De plaats maakt deel uit van het arrondissement Lons-le-Saunier. De gemeente telde 146 inwoners op 1 januari 2022. Château-Chalon is lid van Les Plus Beaux Villages de France. Het dorp ligt op een heuvel met terrassen.
Tot de Franse Revolutie was hier een abdij van stiftdames, waar enkel adellijke vrouwen werden toegelaten. De galant-des-abbesses, een zoete, droge kruidenwijn, vindt hier zijn oorsprong.

## Geografie
De oppervlakte van Château-Chalon bedroeg op 1 januari 2022 10,17 vierkante kilometer; de bevolkingsdichtheid was toen 14,4 inwoners per km².

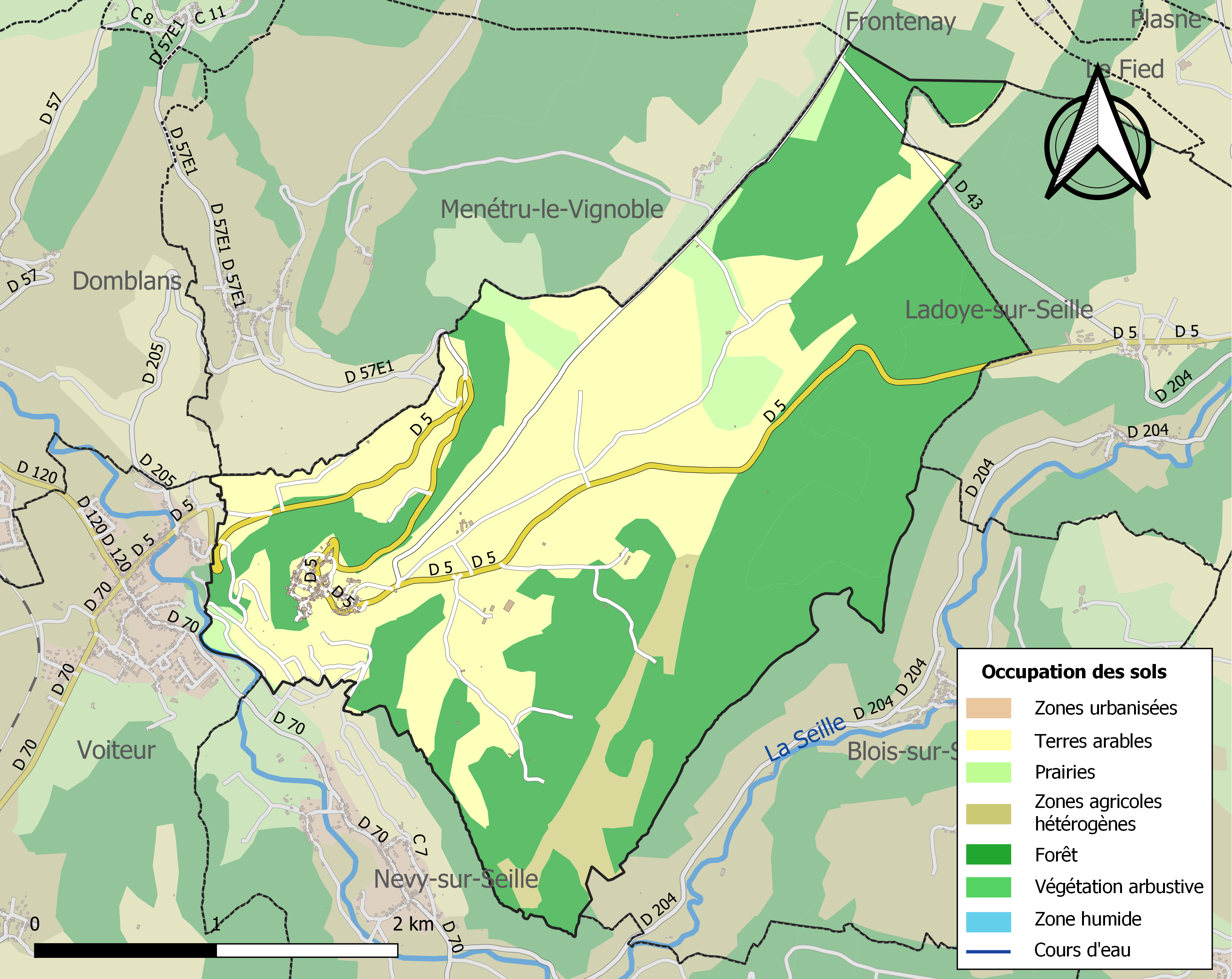
Kaart van de gemeente met de belangrijkste infrastructuur, bodemgebruik en omliggende gemeenten

## Demografie
Onderstaande figuur toont het verloop van het inwonertal (bron: INSEE-tellingen).